# Nymphon hodgsoni
Nymphon hodgsoni is een zeespin uit de familie Nymphonidae. De soort behoort tot het geslacht Nymphon. Nymphon hodgsoni werd in 1913 voor het eerst wetenschappelijk beschreven door Schimkewitsch. 